# Dragør
Dragør é um município da Dinamarca, localizado na região oriental, no condado de Copenhaga.
O município tem uma área de 18 km² e uma população de 12 753 habitantes, segundo o censo de 2003.